# 巡捕 (関東州)
巡捕（じゅんほ）は、関東州の警察に配属された警察職員。

## 概要
内地人・朝鮮人に任用資格がある「巡査補」、関東州人（現地の中国系住民）と朝鮮人に任用資格がある「巡捕」の2種類があった。官公庁職員の官等では雇員とされた。
関東州の人口の大半は中国系住民が占め、朝鮮人も比較的多かった。そのため、この地での警察業務を円滑に遂行するためには、彼らの中から職員を募集する必要があったのである。
かつては、巡捕の任用や教育を警務署（警察署）長に一任していたが、1927年（昭和2年）に一括して任用・教育するようになった。
また巡捕については、後に「巡捕長」に昇任させることが可能になった。